# Big Air Shougang
Big Air Shougang ist eine Sportstätte in Shijingshan, einem Stadtbezirk von Peking. Es handelt sich um einen Kicker, auf dem die Big-Air-Wettbewerbe der Olympischen Winterspiele 2022 ausgetragen werden.
Der Big-Air-Kicker befindet sich auf dem Gelände einer früheren Stahlhütte der Shougang Group. Das Werk wurde vor den Olympischen Sommerspielen 2008 aus Besorgnis über die Luftverschmutzung geschlossen. Der Bau der Sportstätte begann 2018 und wurde am 1. November 2019 abgeschlossen. Sie wird bestehen bleiben und ist somit die weltweit erste permanente Big-Air-Rampe.
Während der Olympischen Winterspiele 2022 war sie die einzige Schneesport-Wettkampfstätte in Peking. Insgesamt vier Wettkämpfe werden dort ausgetragen: Die Big-Air-Wettbewerbe im Freestyle-Skiing für Männer und Frauen sowie die Big-Air-Wettbewerbe im Snowboard für Männer und Frauen.